# An-14 (航空機)

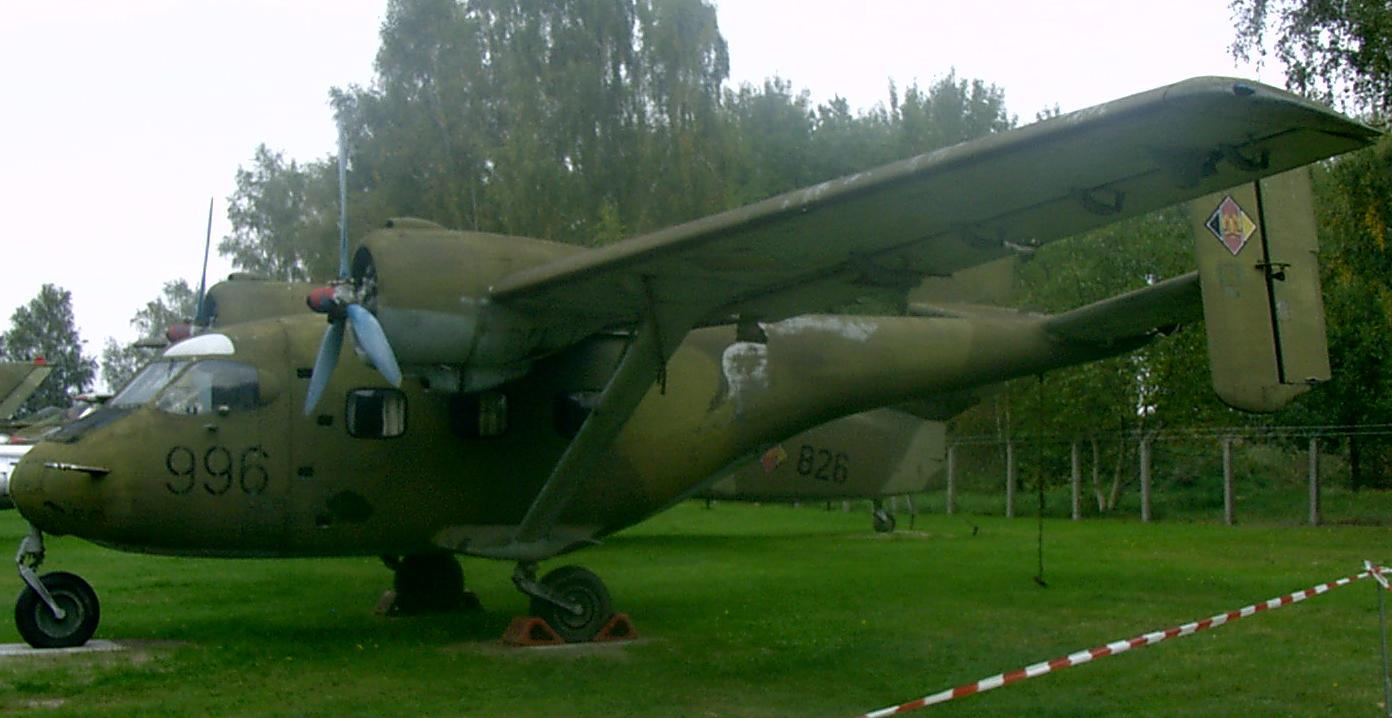
ドイツのコトブス航空博物館に展示される、旧東ドイツ空軍のAn-14。

An-14は、ソビエト連邦（現ウクライナ）のO・K・アントーノフ航空科学技術複合が開発した小型多目的輸送機である。愛称は「ミツバチ」を意味するプチョールカ（Пчёлка）。NATOコードネームは「土くれ」という意味のクロッド（Clod）。

## 概要

### 開発
1947年に初飛行したAn-2を開発したオレーク・アントーノフにより1956年に設計が開始された。1958年に試作機が完成、同年3月15日に初飛行。

### 量産開始後
量産型は333機が製造され、ソ連以外にも東ドイツなどの衛星諸国でも使用された。アエロフロートには、1965年に就航した。

## 派生型
- An-14：試作機で1958年3月14日に進空した。13機製造。
- An-14A0：1機製造された試作機でAI-14RFレシプロエンジンを装備しV字型スタビライザーを追加している。1960年に進空。
- An-14A：第166国営航空機工場で生産された最初の軽輸送機型で8名を乗せられる。垂直尾翼を改良し航空ショーで一般公開された。
- An-14C：傷病兵輸送機型。担架6台と操縦士、副操縦士に続いて看護士1名が搭乗可能なスペースが追加された。
- An-14D：要人輸送機型。操縦士と副操縦士の他に要人を7人乗せるための座席とスペースを追加している。
- An-14E：農薬散布機型で農薬用のタンク(1,000㍑)と噴霧ブームを胴体に搭載する。
- An-14M：胴体を伸ばし高揚力装置を追加しターボプロップエンジンに完走した型式で後にAn-28と改称。1969年に進空した。
- An-14Sh：エアクッションによる軟着陸を実験するために作られた機体であるが、搭載量が減少したため試験機のみで終了。
- An-714：膨張式フロートを装備したAn-14Shであるが安定性の問題から量産化はされなかった。1970年10月20日に進空。
- Sha-Tu：中国でテストされた軟着陸用の実験機。
- An-28：An-14を元にターボプロップエンジンに換装した型式であるがAn-14には含まれていない。
- An-38：An-28の後継機。
- An-14B0：An-14Aを元にした旅客機の試作機型。V字型尾翼を追加しウイングストラットも廃止し着陸装置を格納式にしている。
- An-14B1：フランス製Astazuシアターエンジンの試験機。
- An-14V：IzotovGTD-350ターボプロップエンジンと4翔プロペラを装備した試験機。
- An-14L：Astazuシアターエンジンの性能向上型を実験するために作られた試験機。
- An-30：GTD-350エンジンのテスト機。乗客席が15に増えている。
- カモメ：An-14を元にした農業散布機の改良型だが量産されずに終わった。

## 性能
- 全幅：21.99m
- 全長：11.32m
- 全高：4.63m
- エンジン：イーフチェンコAI-14RF空冷9気筒単列星型300hp×2
- 巡航速度：175km/h
- 巡航高度：2,000m
- 実用上昇限度：5,000m
- 航続距離：650km
- 乗員：1名
- 乗客：8名